# Tsarasaotra
Ne doit pas être confondu avec Parc Tsarasaotra.
Tsarasaotra est une commune rurale malgache située dans la partie est de la région d'Amoron'i Mania.

## Histoire

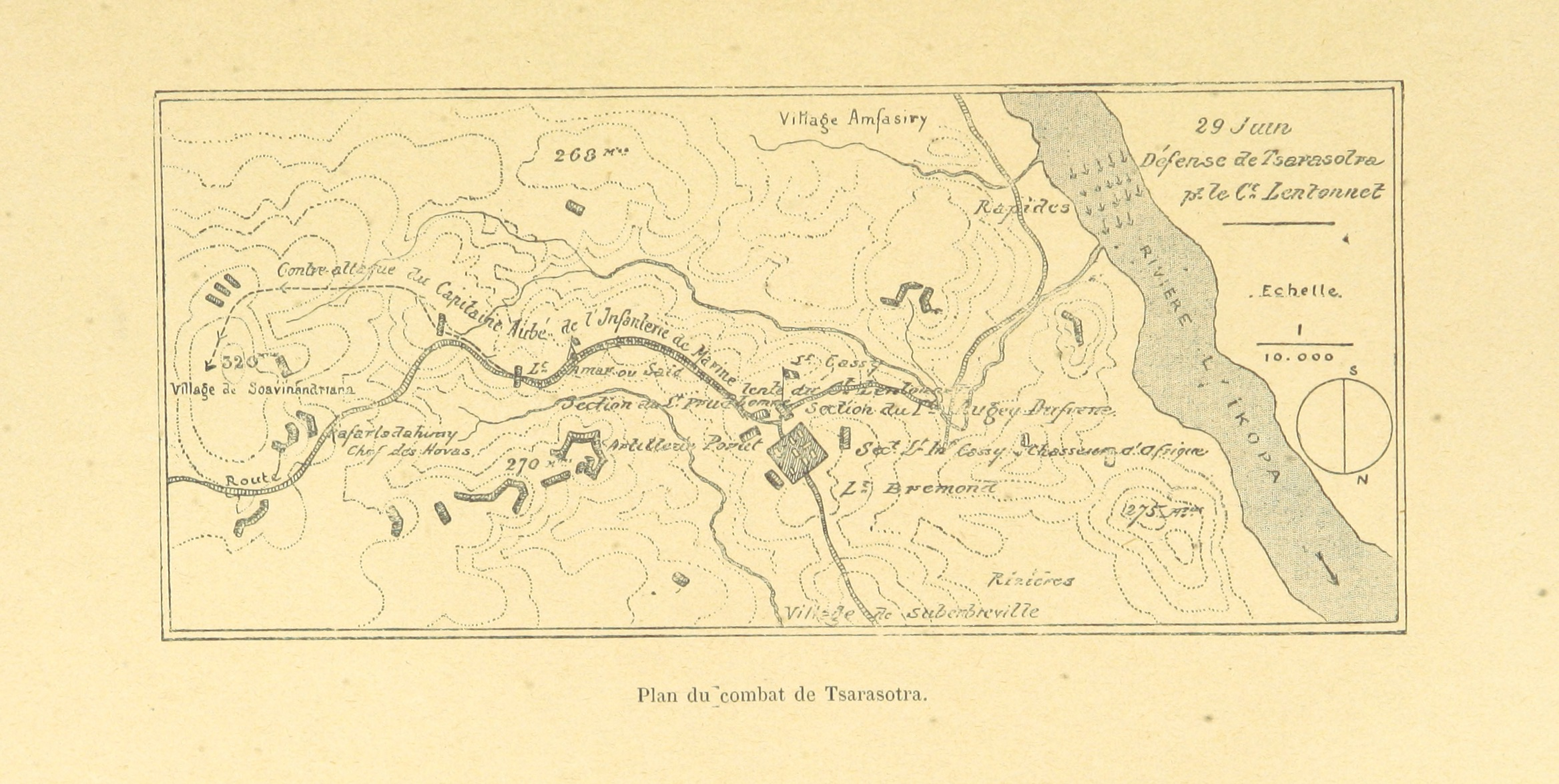
Plan du combat de Tsarasaotra le 29 juin 1895.

En juin 1895, dans le cadre de l'expédition de Madagascar, le village est le lieu d'un combat entre les guerriers Hovas et les troupes françaises de la brigade Metzinger, commandées par le lieutenant-colonel Lentonnet.